# Nardinum
Nardinum is een parfum uit de Oudheid, waarin narduskruid verwerkt is.

## Geschiedenis
De Griekse arts Pedanius Dioscorides maakt melding van nardinum. De ingrediënten zijn behenolie (afkomstig van de Moringa oleifera), nardus, amomum, mirre, kalmoes, costus en balsem. Het werd gebruikt om de huid te parfumeren en te verzachten en om het haar lekker te laten ruiken.